# Kölner BC 01
Kölner BC 01 was een Duitse voetbalclub uit Keulen.

## Geschiedenis
De club werd opgericht als Cölner BC 01 op 6 juni 1901 (tot 1919 was de schrijfwijze van de stad Cöln in plaats van Köln). De club sloot zich aan bij de voetbalbond van Rijnland-Westfalen, de latere West-Duitse bond en ging in de nieuwe competitie van Keulen-Bonn spelen, vanaf 1906 Zuidrijncompetitie. De eerste jaren eindigde de club steevast in de middenmoot en stond in de schaduw van stadsrivaal CFC 1899. In 1909 richtte de West-Duitse bond een nieuw kampioenschap in voor de tien beste teams van drie competities, de Zehnerliga. Hier werd de club kampioen in 1911/12 en plaatste zich zo voor de finale van de West-Duitse eindronde, waarin ze Borussia München-Gladbach versloegen. Hierdoor plaatste de club zich voor de eindronde om de landstitel en werd daar in de eerste ronde afgemaakt door Karlsruher FV met 8:1. Het volgende seizoen werd de club slechts achtste en doordat de Zehnerliga hierna ontbonden werd keerde de club terug naar de Zuidrijncompetitie. De club werd meteen kampioen en plaatste zich voor de West-Duitse eindronde. De finale was een groepsfase met vijf clubs waarin BC 01 derde werd. Door het uitbreken van de Eerste Wereldoorlog werd de competitie in twee reeksen verdeeld. BC 01 werd kampioen, maar er kwam geen verdere wedstrijd om de algemene titel of een verdere West-Duitse eindronde.
In het eerste naoorlogse seizoen werd de club kampioen en versloeg in de eindronde TuRU 1880 Düsseldorf en Duisburger SpV en verloor dan de finale van VfTuR München-Gladbach. Vanaf 1920 speelde de club in de nieuwe Rijncompetitie. Er waren drie reeksen en de club werd groepswinnaar. In de finalegroep wist de club zich tot kampioen te kronen en stootte door naar de eindronde waar ze tweede werden achter Duisburger SpV. De titel werd verlengd en opnieuw werd de club vicekampioen van West-Duitsland, nu achter TG Arminia Bielefeld. Het volgende seizoen werd de club opnieuw groepswinnaar, maar moest de algemene titel nu aan Rheydter SpV 05 laten. In 1924/25 werd de club onverwachts laatste met slechts drie punten. De competitie werd over twee seizoenen gespreid en de club deed het een stuk beter in de terugronde en werd uiteindelijk achtste op tien clubs. Na enkele middelmatige plaatsen werd de club in 1930/31 tweede in zijn groep achter Rheydter SpV. In 1933 kwam de NSDAP aan de macht in Duitsland en werd de competitie gereorganiseerd. De West-Duitse bond met zijn acht competities verdween en maakte plaats voor drie Gauliga's. De club was slechts negende geëindigde en plaatste zich niet voor de Gauliga Mittelrhein.
De club plaatste zich meteen voor de eindronde om promotie, maar moest genoegen nemen met een derde plaats achter SC Blau-Weiß Köln en 1. FC Idar. In 1936/37 slaagde de club er wel in via de eindronde te promoveren. Aan het einde van het seizoen stond de club samen met VfR 04 Köln en Bonner FV 01 op de laatste plaats en degradeerde door een slechter doelsaldo. Hierna slaagde de club er niet meer in te promoveren.
In 1948 fuseerde de club met SpVgg Sülz 07 en werd zo de nieuwe topclub 1. FC Köln

## Erelijst
Kampioen West-Duitsland
1912
Kampioen Zehnerliga
1912
Kampioen Zuidrijn-Keulen
1915
Kampioen Zuidrijn
1914, 1920
Kampioen Rijn
1921, 1922, 1923